# Physical vapor deposition

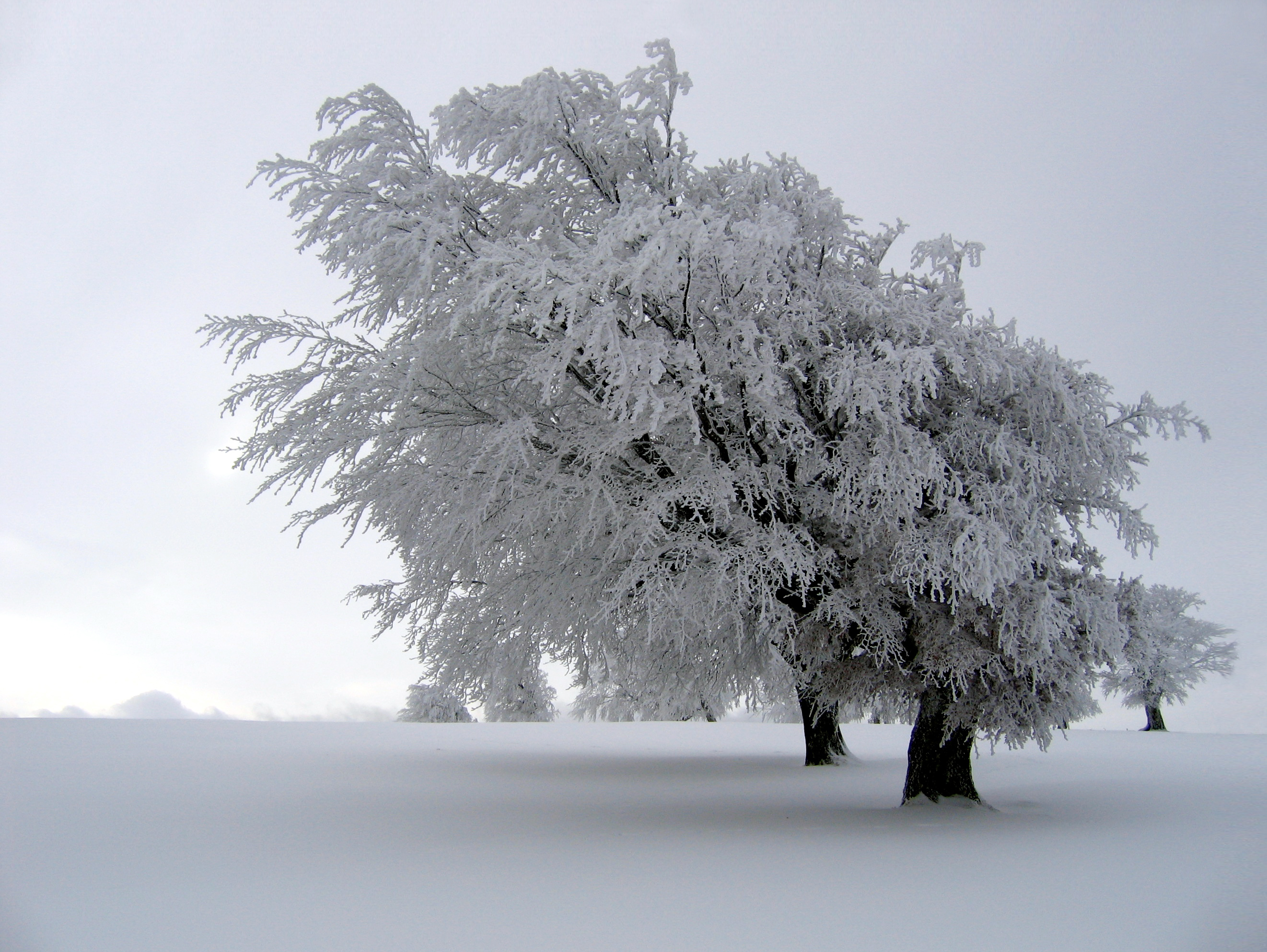
IJskristalafzetting (rijp) op een boom is een natuurlijk PVD-proces

Physical vapor deposition, afkorting PVD, is het fysisch aanbrengen van een stof door dampafzetting over een substraat.

## Onderverdeling
Het opdampproces kan als volgt worden onderverdeeld.
- Bij gereduceerde atmosferische druk:
  - physical vapor deposition : In een vacuüm wordt een elektrische boog gebruikt om een metaal te verdampen. Deze damp condenseert op het object, waardoor een dunne harde laag ontstaat die op de metalen ondergrond wordt aangebracht. Toegepast met onder meer zirkonium op chroom.
  - sputteren (ionplating/ionenimplantatie): in een plasma wordt een potentiaalverschil gecreëerd waardoor het spettert op het substraatoppervlak
  - pulsed laser deposition (PLD): een pulserende laser dient als energiebron
- Bij normale druk:
  - thin-film deposition (dunnelaagafzetting): opdampproces waarbij, net als met rijp, materiaal op een substraat (ondergrond) aangroeit

## Werkingsprincipe
Op het al dan niet verwarmde substraat wordt als gevolg van een fysische reactie, waarbij een materiaal overgaat van de vaste naar de damptoestand, opgedampt of neergeslagen.

## Toepassingen
- Coaten van elektrisch geleidende, elektrisch isolerende, reflecterende, lichtdoorlatende, slijtvaste en decoratieve lagen op allerlei voorwerpen en materialen (badkamerkranen, wedstrijdbekers, kunststof en glas).
- Cd en dvd.